# Zamoście (Pstrokonie)
Zamoście – część wsi Pstrokonie w Polsce, położona w województwie łódzkim, w powiecie zduńskowolskim, w gminie Zapolice.
W latach 1975–1998 Zamoście administracyjnie należało do województwa sieradzkiego.